# ديكلان هيل
ديكلان هيل هو صحفي كندي، ولد في القرن العشرين.

## وصلات خارجية
- ديكلان هيل على موقع IMDb (الإنجليزية)